# Haliclona lernerae
Haliclona lernerae é uma espécie de esponja marinha da família Chalinidae, endêmica da costa do Brasil. Descrita em 2005, a espécie é notável por sua coloração roxa vibrante e por ser uma fonte promissora de compostos bioativos com potencial farmacológico.

## Descrição morfológica
Haliclona lernerae apresenta uma forma de vida incrustante a maciço-lobada, formando colônias que podem cobrir áreas de vários centímetros. Sua superfície é lisa e a consistência é macia e compressível, mas também frágil. A coloração é uma de suas características mais distintivas, variando de um roxo-claro a um violeta intenso, tanto externamente quanto internamente. Os ósculos (aberturas exalantes) são conspícuos, elevados e rodeados por uma membrana transparente.
O esqueleto é composto por uma malha uniespicular de espículas do tipo oxea. As oxeas são retas a ligeiramente curvas, com pontas afiadas, medindo entre 110 e 150 micrômetros de comprimento. Não possui microescleras (espículas menores).

## Distribuição e habitat
A espécie é endêmica do Brasil, com sua distribuição conhecida ao longo da costa dos estados de São Paulo, Rio de Janeiro e Espírito Santo.
Haliclona lernerae habita principalmente o infralitoral rochoso, sendo encontrada em costões e recifes em profundidades rasas, geralmente entre 1 e 10 metros. Cresce sobre rochas, corais e outros substratos duros.

## Biologia e ecologia
Como todas as esponjas, Haliclona lernerae é um organismo filtrador, alimentando-se de partículas orgânicas e microrganismos suspensos na coluna d'água. Desempenha um papel ecológico importante como competidora por espaço no substrato e como biohabitat para pequenos invertebrados que se abrigam em sua estrutura.
A espécie ganhou notoriedade na comunidade científica por ser uma fonte rica de alcaloides policíclicos, como as haliclonaminas e as haliclonacinas. Estudos demonstraram que extratos de Haliclona lernerae possuem atividade citotóxica contra linhagens de células tumorais humanas, indicando um potencial significativo para o desenvolvimento de novos fármacos anticâncer.

## Estado de conservação
Haliclona lernerae não foi avaliada (NE) pela União Internacional para a Conservação da Natureza (IUCN), assim como a maioria das espécies de poríferos. Por ser uma espécie endêmica do Brasil com uma distribuição aparentemente restrita à costa Sudeste, suas populações podem ser vulneráveis a impactos localizados, como a poluição costeira, o branqueamento de corais e a degradação geral de habitats recifais. A coleta não regulamentada para fins de pesquisa (bioprospecção) também pode representar uma ameaça se não for conduzida de maneira sustentável.